# Паул Края
Паул Края (на румънски: Paul Craja) е румънски лекар и арумънски активист, деец на Желязната гвардия (Легиона на Архангел Михаил).

## Биография
Края е роден в 1911 година в арумънско (влашко) семейство в Македония. След Първата световна война семейството му емигрира в Румъния. Учи медицина в Букурещкия университет. Става активист на Желязната гвардия, подобно на много други арумъни. В 1936 година е избран за президент на Съюза на студентите по медицина. Като легионер в 1936 година е осъден на година и половина условно. Убит е на 22 септември 1939 година в Ръмнику Сърат по време на репресиите срещу легионерите след убийството на Арманд Кълинеску.